# Cantó d'Avesnes-le-Comte
El cantó d'Avesnes-le-Comte és un cantó francès del departament del Pas de Calais, situat al districte d'Arràs. Té 31 municipis i el cap és Avesnes-le-Comte.

## Municipis
- Avesnes-le-Comte
- Barly
- Bavincourt
- Beaudricourt
- Beaufort-Blavincourt
- Berlencourt-le-Cauroy
- Canettemont
- Coullemont
- Couturelle
- Denier
- Estrée-Wamin
- Givenchy-le-Noble
- Grand-Rullecourt
- Hauteville
- Houvin-Houvigneul
- Ivergny
- Lattre-Saint-Quentin
- Liencourt
- Lignereuil
- Magnicourt-sur-Canche
- Manin
- Noyellette
- Noyelle-Vion
- Rebreuve-sur-Canche
- Rebreuviette
- Sars-le-Bois
- Saulty
- Sombrin
- Le Souich
- Sus-Saint-Léger
- Warluzel

## Història
| Data d'elecció                           | Identitat              | Partit                     | Qualitat |
| ---------------------------------------- | ---------------------- | -------------------------- | -------- |
| 1945-1955                                | Jules-Henri Brocq      | RPF, després divers droite |          |
| 1955-1967                                | Philémon Colau         | app. SFIO                  |          |
| 1967-2004                                | Louis Petit            | CD, després UDF            |          |
| 2004-                                    | Jean-Pierre Defontaine | PRG                        |          |
| les dades anteriors no són pas conegudes |                        |                            |          |
|                                          |                        |                            |          |

## Demografia
| A partir de 1990: Població sense dobles comptes |